# Linum cruciatum
Linum cruciatum är en linväxtart som beskrevs av Jules Émile Planchon. Linum cruciatum ingår i släktet linsläktet, och familjen linväxter. Inga underarter finns listade i Catalogue of Life.